# Jordi Sabater (automobilista)
Jordi Sabater   (Barcelona, 1952) és un antic copilot de ral·lis català. Guanyà el Campionat d'Europa de ral·lis (1980) i en fou dos cops subcampió (1979 i 1985). També guanyà tres Campionats d'Espanya i aconseguí dues victòries de la seva classe al Ral·li de Montecarlo i una al París-Dakar. El seu germà, Víctor Sabater, fou també a la seva època un conegut copilot de ral·lis.
Al llarg de la seva carrera, Jordi Sabater acompanyà entre d'altres Josep Lluís Sallent i, dins l'equip oficial SEAT, Antoni Zanini (1973 i 1979), Carlos Trabado (1977), Salvador Cañellas (1977-1978) i Beny Fernández (1979). De 1979 a 1981 tornà a fer de copilot de Zanini i de 1982 a 1990 fou el company d'equip de Salvador Servià.